# Diocèse de Saint Petersburg
La diocèse de Saint Petersburg (en latin : Dioecesis Sancti Petri in Florida, et en anglais : Roman Catholic Diocese of Saint Petersburg) est une circonscription ecclésiastique de l'Église catholique aux États-Unis. Il s'agit d'un diocèse suffragant de l'archidiocèse de Miami. Depuis 2016, son évêque est Gregory Parkes (en).

## Historique
Le diocèse a été érigé le 2 mars 1968 par la bulle Cum Ecclesia du pape Paul VI, obtenant le territoire des diocèses de Miami (élevé en archidiocèse) et de Saint Augustine. Le 16 juin 1984, il céda une partie de son territoire pour l'érection du diocèse de Venice par la bulle Postulat quandoque du pape Jean-Paul II.

## Territoire et organisation

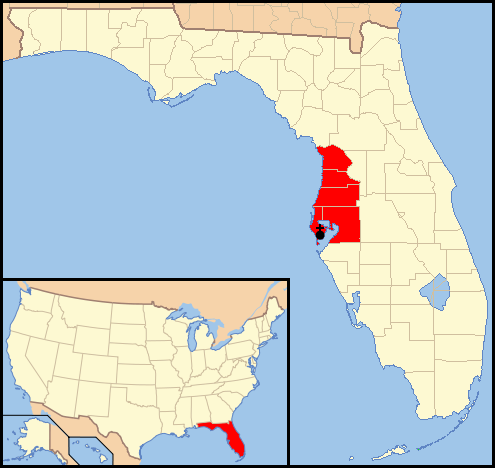
Localisation du diocèse.

Le diocèse couvre une superficie de 8228 km² et étend sa juridiction sur les fidèles catholiques de rite latin résidant dans 5 comtés de l'État de Floride : Citrus, Hernando, Hillsborough, Pasco et Pinellas. Le siège du diocèse se trouve dans la ville de Saint Petersburg, où se trouve la cathédrale Saint-Jude-l'Apôtre (en). 
En 2022, dans le diocèse, il y avait 75 paroisses, desservies par 308 prêtres et 122 diacres.